# Pas de Chavanette

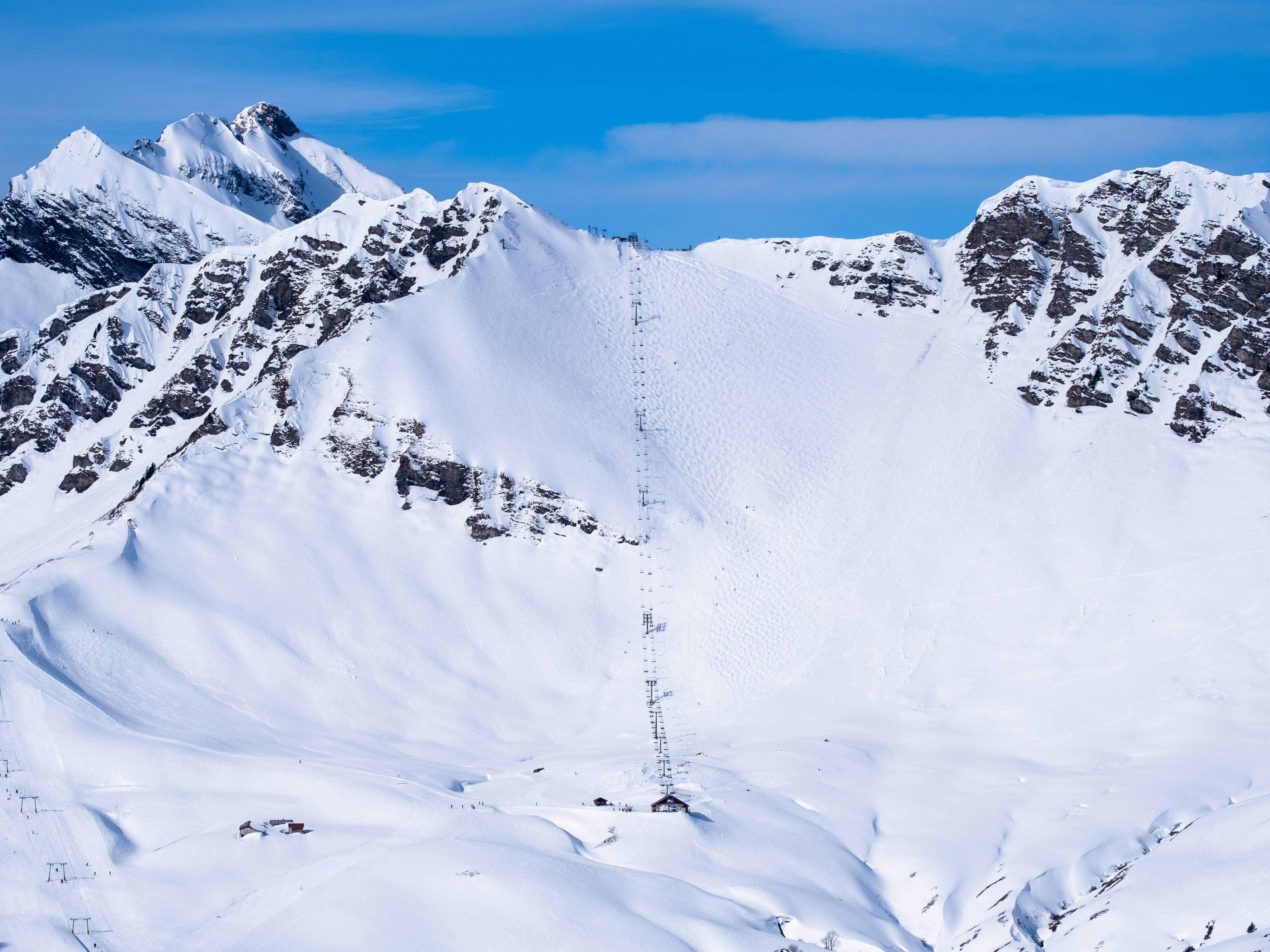
Le Pas de Chavanette en hiver.

Le Pas de Chavanette (ou Chavanette, selon le nom officiel) est une piste de ski, située aux Crosets, sur le côté suisse du domaine des Portes du Soleil, et connue pour être particulièrement difficile. Chaque année, entre vingt et vingt-cinq personnes s'y blessent.
Surnommée « le Mur Suisse », cette piste commence à la frontière franco-suisse, au sommet du télésiège de Chavanette. Longue de 900 m, pour un dénivelé de 331 m, sa pente moyenne est de 37 % ; dans la première partie, plus raide, cette déclivité monte jusqu'à 90 % (correspondant à une pente au-dessus de 40°).

## Sources
- Pierre-Alain Schlosser. « Une piste où même les dameuses n'osent pas s'aventurer ». 24 Heures, 8 mars 2017.
- Laurent Grabet. « Le «Mur suisse», qui s’y frotte s’y pique les cuisses! ». Le Nouvelliste, 15 novembre 2021.